# Ricardo Toro Vergara
Ricardo Roberto Toro Vergara (Santiago, Chile, 20 de diciembre de 1958) es un exfutbolista chileno que jugó en la posición de Defensa central, actualmente es entrenador.

## Trayectoria
Se inició en las divisiones inferiores del club Palestino en donde debutó en el profesionalismo en 1979 disputando ocho partidos en esa temporada, en el club árabe permaneció hasta 1988 logrando el subcampeonato de la Copa Polla Gol 1985 (hoy Copa Chile) y al año siguiente el subcampeonato de la Primera División 1986.
Posteriormente jugó en los clubes Everton de Viña del Mar, Deportes Temuco, Provincial Osorno y Audax Italiano.
En 1994 emigró al fútbol salvadoreño al Club Deportivo FAS donde se coronó campeón de la Primera División de El Salvador la temporada 1994-95.
Se retiró del fútbol profesional en el club Unión San Felipe el año 1996.
En los años 2000 se incorporó como director técnico a las divisiones menores de Palestino, en 2009 y 2010 dirigió a Ñublense de Chillán en Primera División.

## Selección nacional
Vistió la camiseta de la Selección de fútbol de Chile en 5 encuentros durante el año 1987, destacando su participación en la Copa América de Argentina 1987 en la cual disputó dos partidos incluyendo la final del torneo, en la que el seleccionado chileno cayó ante su similar de Uruguay por 0–1 en el Estadio Monumental.

### Participaciones en Preolímpicos
| Torneo              | Sede    | Resultado    |
| ------------------- | ------- | ------------ |
| Preolímpico de 1988 | Bolivia | Primera Fase |

### Participaciones en Copa América
| Copa              | Sede      | Resultado  |
| ----------------- | --------- | ---------- |
| Copa América 1987 | Argentina | Subcampeón |

### Partidos internacionales
| Partidos internacionales | Partidos internacionales | Partidos internacionales                    | Partidos internacionales | Partidos internacionales | Partidos internacionales | Partidos internacionales | Partidos internacionales | Partidos internacionales | Partidos internacionales |
| N.º                      | Fecha                    | Estadio                                     | Local                    | Resultado                | Visitante                | Goles                    | DT                       | Competición              |                          |
| ------------------------ | ------------------------ | ------------------------------------------- | ------------------------ | ------------------------ | ------------------------ | ------------------------ | ------------------------ | ------------------------ | ------------------------ |
| 1                        | 19 de junio de 1987      | Estadio Nacional, Lima, Perú                | Perú                     | 1-3                      | Chile                    |                          | Orlando Aravena          | Amistoso                 |                          |
| 2                        | 21 de junio de 1987      | Estadio Nacional, Lima, Perú                | Perú                     | 2-0                      | Chile                    |                          | Orlando Aravena          | Amistoso                 |                          |
| 3                        | 24 de junio de 1987      | Estadio Nacional, Santiago, Chile           | Chile                    | 1-0                      | Perú                     |                          | Orlando Aravena          | Amistoso                 |                          |
| 4                        | 3 de julio de 1987       | Estadio de Córdoba, Córdoba, Argentina      | Chile                    | 4-0                      | Brasil                   |                          | Orlando Aravena          | Copa América 1987        |                          |
| 5                        | 12 de julio de 1987      | Estadio Monumental, Buenos Aires, Argentina | Chile                    | 0-1                      | Uruguay                  |                          | Orlando Aravena          | Copa América 1987        |                          |
| Total                    | Total                    | Total                                       | Presencias               | 5                        | Goles                    | 0                        |                          |                          |                          |

| Selección chilena | Selección chilena | Selección chilena |
| Año               | Partidos          | Goles             |
| ----------------- | ----------------- | ----------------- |
| 1987              | 5                 | 0                 |
| Total             | 5                 | 0                 |

## Clubes
| Club                        | País        | Año       |
| --------------------------- | ----------- | --------- |
| Palestino                   | Chile       | 1979-1989 |
| → Unión San Felipe (cedido) | Chile       | 1983      |
| Everton                     | Chile       | 1989      |
| Palestino                   | Chile       | 1990      |
| Deportes Temuco             | Chile       | 1991      |
| Provincial Osorno           | Chile       | 1992      |
| Audax Italiano              | Chile       | 1993      |
| Club Deportivo FAS          | El Salvador | 1994-1995 |
| Unión San Felipe            | Chile       | 1996      |

## Palmarés
| Título           | Club               | País        | Año     |
| ---------------- | ------------------ | ----------- | ------- |
| Primera B        | Deportes Temuco    | Chile       | 1991    |
| Primera B        | Provincial Osorno  | Chile       | 1992    |
| Primera División | Club Deportivo FAS | El Salvador | 1994-95 |